# ハメンクブウォノ7世

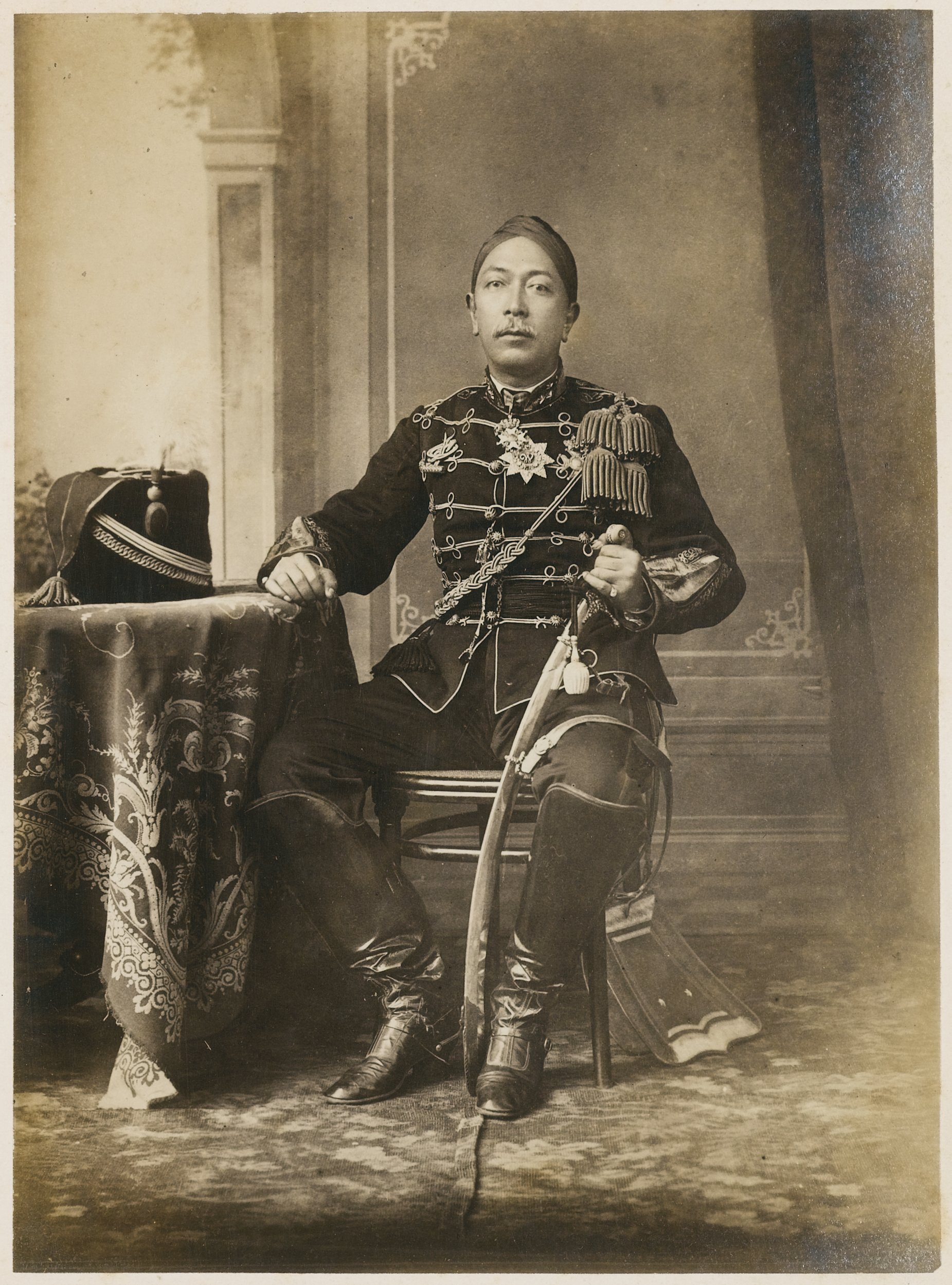
Hamengkubuwana VII by Kassian Céphas, 1885. KITLV collection.

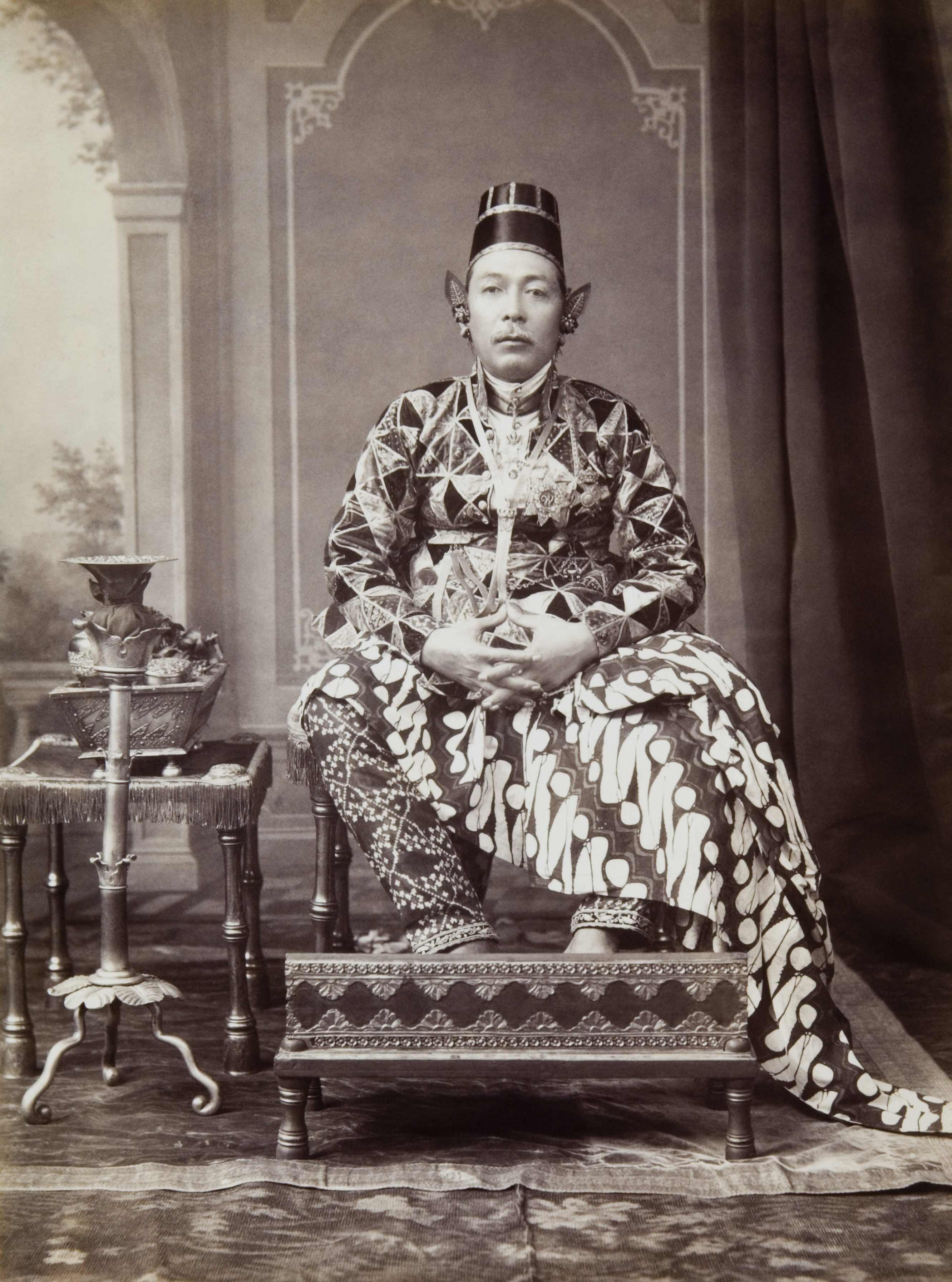
ハメンクブウォノ7世

ハメンクブウォノ7世（ジャワ語: Sri Sultan Hamengkubuwana VII、1839年2月4日 - 1921年12月30日）は、ジョクジャカルタの7代目スルタンで、1877年12月22日より1921年1月29日まで君臨した。後は子のハメンクブウォノ8世が継いだ。彼の住居はロイヤルアンバルクモジョグジャカルタホテルコンプレックスの一部であるアンバルクモ博物館として知られている。